# Christer Johansson
Christer Johansson (10 december 1944) is een Zweeds voormalig tafeltennisser en coach. Met zijn jongere broer Kjell Johansson, Hans Alsér en Bo Persson won het Zweedse team brons op de wereldkampioenschappen van 1967.

## Belangrijkste resultaten
- Goud met het team op de Europese kampioenschappen 1964.
- Goud met het team op de Europese kampioenschappen 1966.
- Brons met het team op de wereldkampioenschappen 1967.